# Dracula 2000
Dracula 2000 – amerykański film grozy z 2000 roku, luźno oparty na bestsellerowej powieści Brama Stokera Dracula. Reżyserem filmu jest montażysta i wieloletni współpracownik Wesa Cravena, Patrick Lussier. Sam Craven jest producentem wykonawczym filmu.

## Fabuła
Grupa bandytów wkrada się do pilnie strzeżonego skarbca znanego antykwariusza, Matthew Van Helsinga. Złodzieje nie znajdują tam majątku i klejnotów, o których informowała należąca do gangu sekretarka Van Helsinga, lecz jedynie szczelnie zamkniętą trumnę. Bandyci prywatnym samolotem transportują ją do Nowego Orleanu. Podczas lotu jeden z przestępców decyduje się zajrzeć do środka. Okazuje się, że wewnątrz znajduje się wampir Drakula. Członkowie wyprawy zostają zamordowani, tymczasem Drakula podąża w kierunku Nowego Orleanu, gdzie mieszka Mary, córka Van Helsinga.

## Obsada
- Gerard Butler – Drakula
- Jonny Lee Miller – Simon Sheppard
- Christopher Plummer – Abraham/Matthew Van Helsing
- Justine Waddell – Mary Heller
- Colleen Fitzpatrick – Lucy Westerman
- Jennifer Esposito – Solina
- Jeri Ryan – Valerie Sharpe
- Omar Epps – Marcus
- Sean Patrick Thomas – Trick
- Nathan Fillion – Ojciec David
- Lochlyn Munro – Eddie
- Danny Masterson – Nightshade
- Tig Fong – Dax
- Shane West – J.T.

## Kontynuacje
Film doczekał się dwóch kontynuacji wydanych wyłącznie na video. Dracula II: Odrodzenie w 2003 i Dracula III: Dziedzictwo w 2005. W planach jest również czwarty film z serii, tym razem przeznaczony do kin.